# Rodolfo Pini
Rodolfo Pini (12 novembre 1926 – 31 maggio 2000) è stato un calciatore uruguaiano di ruolo centrocampista, campione del mondo nel 1950 con la Nazionale uruguaiana.

## Carriera
Pini trascorse tutta la carriera al Nacional di Montevideo.
Conta 7 presenze e 2 gol con la Nazionale uruguaiana, con cui esordì il 17 maggio 1944 contro il Brasile (0-4).
Fece parte della selezione che vinse i Mondiali nel 1950, dove tuttavia non scese mai in campo.

## Palmarès

### Nazionale
- Campionato mondiale: 1

Brasile 1950